# Chiesa di San Michele Arcangelo (Camogli)
La chiesa di San Michele Arcangelo è un luogo di culto cattolico situato nella frazione di Ruta, in via Romana di Bana, nel comune di Camogli nella città metropolitana di Genova. La chiesa è sede della parrocchia omonima del vicariato di Recco-Uscio-Camogli dell'arcidiocesi di Genova.

## Storia

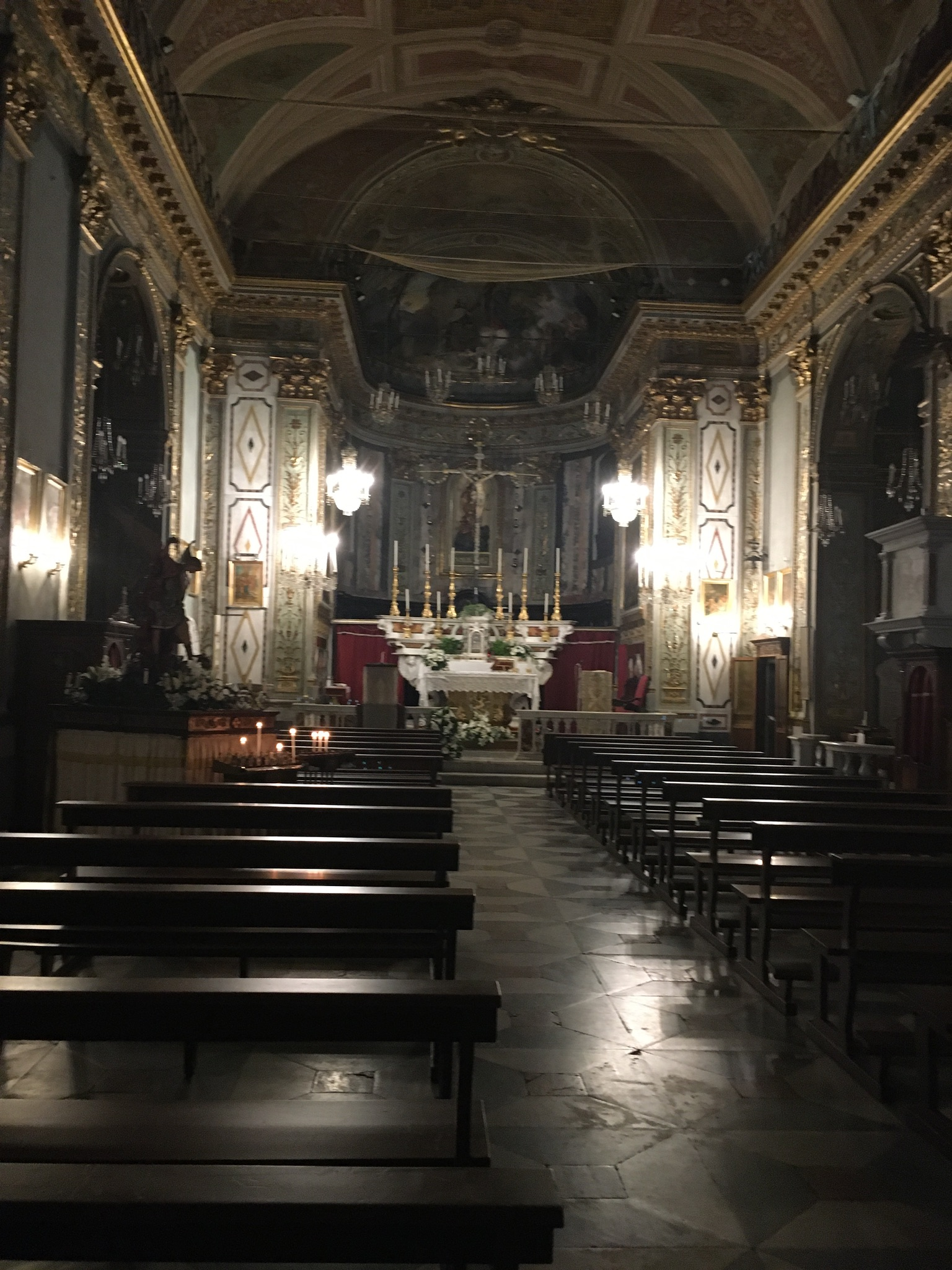
La navata interna

Secondo alcune fonti storiche la fondazione della chiesa potrebbe essere risalente al V secolo. La prima citazione documentata è redatta in un antico testamento del 3 aprile 1192 nel quale vengono rilasciati alla chiesa la somma di cinque soldi. Fino al 1414 le notizie sulla proprietà ecclesiastica sono alquanto sporadiche e solo un atto del pontefice Gregorio IX, del 13 maggio 1239, attesta che la chiesa fu dotata di capitolo di canonici.
A partire dal 1414 la comunità religiosa fu unita alla vicina chiesa di San Lorenzo presso la frazione di San Lorenzo della Costa, anticamente compresa nella pieve di Rapallo e oggi nel territorio comunale di Santa Margherita Ligure. Dal 1434 fino al 1578 fu invece aggregata alla pieve di Santa Maria di Camogli, salvo per un periodo dal 1468 al 1471 dove la chiesa ritornò indipendente. Il 19 dicembre del 1578 le due comunità religiose assunsero separate autonomie parrocchiali.
Durante l'occupazione dell'esercito francese napoleonico, nel febbraio del 1800, la chiesa fu occupata e incendiata dalle truppe d'oltralpe comandate dal generale Andrea Massena; l'edificio negli anni a seguire fu in seguito adibito come fienile e stalla. Quasi ridotto in rovina, all'inizio del XX secolo furono commissionati nuovi lavori di restauro e ripristino ad opera dell'arciprete Francesco Gazzolo e mediante l'intervento degli architetti Marco Aurelio Crotta e Alfredo d'Andrade; i lavori furono ultimati nel 1906.
Nuovi lavori furono necessari dopo la seconda guerra mondiale, nel 1950, e negli stessi anni fu ricostruita la cuspide sulla torre campanaria, quest'ultimo eretto nel XIV secolo. Originariamente la chiesa fu ad unica navata, la costruzione della seconda è risalente al XV secolo mentre l'abside è stato aggiunto nel XIII secolo.